# (20102) Takasago
(20102) Takasago – planetoida z pasa głównego asteroid okrążająca Słońce w ciągu 5 lat i 175 dni w średniej odległości 2,63 j.a. Została odkryta 31 stycznia 1995 roku w obserwatorium w Geisei przez Tsutomu Sekiego. Nazwa planetoidy pochodzi od Takasago, portowego miasta u ujścia rzeki Kakogawa, w prefekturze Hyōgo. Przed nadaniem nazwy planetoida nosiła oznaczenie tymczasowe (20102) 1995 BP15.